# بهمن (امشاسپند)
وُهُومَنَهْ، وُهْمَن یا بَهْمَن (اوستایی: 𐬬𐬊𐬵𐬎 𐬨𐬀𐬥𐬀𐬵 = وُهو مَنَهْ) یکی از هفت اَمِشاسْپَند و به معنی اندیشه و منش نیکو، از جلوه‌ها، تجلیات، صفات و القاب خداوند و برترین جلوه پس از سپند مینو است. در بُنْدَهِشْن آمده که اورمزد دعای معروف یَثا اَهُو وَیْریو را در مقابله با اهریمن بر زبان آورد که بر اثر آن، اهریمن وحشت‌زده در تاریکی افتاد و سه هزار سال بیهوش ماند.
اورمزد سپس به آفرینش گیتی پرداخت که عبارتند از آسمان، بهمن، روشنی گیتی همراه با آیین مزدیسنا، و بعد دیگر امشاسپندان که همکاران بهمن هستند. تجلیات و نمودهای اورمزد، گاهی به صورت موجودات آفریده شده توسط او هم در نظر گرفته می‌شوند، و گفته می‌شود که اورمزد آنها را بر حسب ارادهٔ خود آفریده است تا در نگهبانی عالم و نبرد با اهریمن یاور وی باشند. اینها، بهمن، اردیبهشت، شهریور، سپندارمذ، خرداد و امرداد هستند. در آیین مزدیسنا، مشخصهٔ اصلی خداوند، روح نیکوکار یا آفریننده است (سپنت مینو). این مشخصه منحصراً به خدا تعلق دارد، اما جلوه‌های دیگر، تجلیاتی از خدا هستند که انسان می‌تواند در هر یک از آنها سهیم شود؛ این جلوه‌ها در واقع اسباب و وسایلی‌اند که خدا را به انسان و انسان را به خدا نزدیک می‌کنند. زرتشت می‌گوید که هر که به اهورامزدا روی آورد (راه راستی یا اَشَه را در پیش گیرد) و از او اطاعت کند، از طریق کارهای اندیشهٔ نیک (نیک‌منشی) به کمال و بی‌مرگی خواهد رسید. به واسطهٔ اندیشهٔ نیک است که آدمیان راه راستی را دنبال می‌کنند و به کمال و بی‌مرگی دست می‌یابند و بدان وسیله به شهریاری می‌رسند. بدین‌گونه است که انسان می‌تواند در سرشت خدا سهیم باشد. در حقیقت وظیفهٔ دینی انسان این است که با منبع غایی یا آفریدگار یکی باشد.

## بهمن و امشاسپندان
مباحثات فاضلانهٔ بسیاری دربارهٔ اصل و منشأ این جلوه‌ها انجام شده است. بعضی برآنند که اصل و منشأ این شخصیت‌ها، خدایان باستانی هستند. اما اصل آنها هرچه باشد، آنچه بیش از همه مهم است، آرمان‌های والا و احساسات و اندیشه‌های متعالی و عمیقی است که در پس آنها نهفته است. در دین زرتشتی متأخرتر، تصویرپردازی تخیلی بیشتری دربارهٔ این شخصیت‌ها - که آنها را با فرشته‌های بزرگ مسیحی مقایسه کرده‌اند - صورت گرفته است؛ اهورامزدا را با روح آفریننده یا سپنته مینیو یکی دانسته‌اند و سْرَوْشَه (سروش) به تعداد امشاسپندان اضافه شده تا ساخت هفتگانهٔ سلسله‌مراتب ایزدی تکمیل شود. همهٔ هفت امشاسپند بر تخت‌های زرین در کنار اهورامزدا در اقامتگاه خود یعنی خانهٔ سرودها جای دارند؛ یعنی همان عرش که راستکاران پس از مرگ به آن می‌رسند. هر یک از امشاسپندها وظیفه‌ای دارند و بخشی از آفرینش الهی را پشتیبانی می‌کنند. وظیفهٔ بهمن، حمایت از حیوانات است.
بهمن، نخستین زادهٔ اهورامزدا است و در طرف راست او می‌نشیند و تقریباً نقش مشاور او را دارد. او موکل و پشتیبان حیوانات سودمند در جهان است، اما با این حال با انسان و اندیشهٔ نیک انسان نیز ارتباط دارد؛ چرا که مظهری از خرد آفریدگار است. چون در واقع از طریق اندیشهٔ نیک است که می‌توان به شناخت دین بهی رسید. بهمن اندیشهٔ نیک را به ذهن آدمیان می‌برد و آنان را به سوی آفریدگار راهبری می‌کند. او همچنین گزارشی روزانه از اندیشه و گفتار و کردار مردمان تهیه می‌کند. در پایان جهان هم کردار مردمان را می‌سنجد. پس از مرگ، بهمن به روان پارسایان خوشامد می‌گوید و آنها را به بالاترین قسمت بهشت رهنمون می‌شود. در پسِ این تصویرپردازی، باز هم این اعتقاد وجود دارد که اندیشهٔ خوب، مظهر خِرَد خداست؛ که در وجود انسان فعال است و انسان را به سوی خدا رهبری می‌کند؛ زیرا از طریق اندیشهٔ نیک است که می‌توان به شناخت دین بهی رسید. دیوهایی که با بهمن دشمن هستند، عبارتند از اَیْشْمَه (خشم) و آز (غلط‌اندیشی)، و بالاتر از همه، اَکَه‌مَنَه یا اَکُومَن (اندیشهٔ بد؛ یا بی‌نظمی، Aköman).

### یاوران و همکاران بهمن
همکاران بهمن در میان ایزدان، ایزد ماه و ایزد گوش هستند. ایزدان رام، سپهر و زروان نیز در زمرهٔ یاران او به‌شمار آمده‌اند. این امشاسپند، نمادی مردانه دارد.

### بهمن و تیشتر
در مبارزهٔ تیشتَر با دیو اَپوش که دیو خشکی و خشکسالی است، بهمن امشاسپند به همراه مینوی خرد، ایزد باد، ایزد بُرز (اپام نپات)، ایزد هوم و فروهر نیکان به یاری تیشتر می‌شتابد.

## نقش بهمن

### ارتباط با چهارپایان
در بندهشن آمده که هنگامی که چهارپایان می‌میرند، تن آنها به زمین، جانشان به گوشورن، روانشان به ایزد رام و مینویشان به بهمن می‌پیوندد تا به این ترتیب از میان نروند.

### زندگی اسطوره‌ای زرتشت
گفته شده که برای انتقال فروهر زرتشت از عالم مینُوی به این جهان، امشاسپندان ساقهٔ بلند و زیبایی از گیاه مقدس هوم را به بالای مردی به وجود آوردند و فروهر زرتشت را در آن جای دادند، سپس آن را از سپهر ششم، که جایگاه روشنایی بی‌پایان و بیکران بود، برداشتند و به زمین فرود آوردند و آن ساقه را در بالای کوه اساطیری اَسْنَوَنْد - که جای آن در منابع بعدی آذربایجان ذکر شده است - گذاشتند.
سیصد و سی سال مانده به پایان سه هزار سال سوم جهان، امشاسپندان بهمن و اردیبهشت به شکل موجودات این جهانی درآمدند و به زمین آمدند و به جایی که دو مرغ برای جفت‌گیری نشسته بودند و هفت سال پیش از آن، مارها بچه‌های آنها را خورده بودند، رسیدند. به دل مرغان انداختند که به دنبال هوم روانه شوند. مرغان دو سر هوم را گرفتند و آن را در آشیانهٔ خود بر بالای درخت قرار دادند. تقدس هوم و بودن فروهر زرتشت در میان آن سبب شد که مارها نتوانند از درخت بالا روند و آسیبی به بچه مرغان بزنند. ساقهٔ هوم با آن درخت پیوند خورد و همیشه تر و تازه و سرسبز در بالای آن درخت در حال رویش بود.
دوغدو زن پوروشَسب، پسر پَتیریتَرَسْب از خاندان سْپیتَمان شد. روزی پوروشسب که تازه دوغدو را به زنی گرفته بود، در پی گله به چراگاه رفت. بهمن و اردیبهشت امشاسپند بر او ظاهر شدند و در دل وی انداختند که به دنبال آن ساقهٔ هوم برود. پوروشسب به سوی رود اساطیری دایْتی که شاخهٔ هوم در کنار آن رسته بود، رفت. درخت چنان بلند بود که گمان برد برای دست‌یابی به هوم باید آن را ببُرد. اما معجزه به یاری او شتافت؛ هوم از بالای درخت تا به میان آن فرودآمد. پوروشسب که آیین پرستش را به جای آورده بود، هوم را برگرفت و برید. سپس آن را به خانه نزد زنش دوغدو برد و به او سپرد تا هنگام کاربرد آن فرارسد.
در هنگام تولد زرتشت هم این بهمن امشاسپند است که به اندیشهٔ کودک درمی‌آید و چون شادی‌آفرین است، موجب خندیدن کودک می‌شود. در گزیده‌های زادسپرم علت خندهٔ زرتشت چنین توجیه شده است  که در هنگام تولد او، اهریمن سپاهی از دیوان را برای نابودیش فرستاد. ایزدان هم به کمک فره که چون آتشی درخشان بود، به مقابلهٔ دیوان پرداختند. اهریمن که خود را در حال شکست می‌دید، دیو اکومن را گسیل کرد و اورمزد به مقابلهٔ او بهمن را فرستاد. بهمن در اندیشهٔ زرتشت درآمد و با آن درآمیخت. چون بهمن مینویی شادی‌آفرین است، زرتشت هنگام زادن خندید. زمانی هم که زرتشت کودک در معرض خطرات و تهدیدات مختلف قرار داده شده بود (قرار دادن در گذرگاه گلهٔ گاوها و گلهٔ اسبان و گذاشتن کودک در لانهٔ گرگ ماده به تحریک دوُرَسْرَو کَرَپ، و…)، بهمن و سروش میش بزرگی برای او آوردند تا کودک را سراسر شب شیر دهد، و به این ترتیب آسیبی به او نرسید. بامداد روز بعد، هنگامی که مادر زرتشت او را زنده پیدا کرد، برداشت و با خود گفت که دیگر هرگز فرزند خود را از دست نخواهد داد.
زرتشت هنگامی که به پانزده سالگی رسید، سایر فرزندان پوروشسب از پدرشان سهم خواستند. اما زرتشت به راهنمایی بهمن امشاسپند، از میان جامه‌ها، کُستی را برگزید و بر کمر بست.
گفته شده زرتشت به کرات با بهمن مواجه شده است. گویند وی هنگامی که سی سال داشت، روزی پس از اینکه جشن و مراسم دینی بهارْ بُوده برگزار شد، برای به جای آوردن نیایش به کنار رودخانهٔ دائیتی رفت تا برای فشردن و تهیهٔ شیرهٔ گیاه هوم، از آنجا آب بردارد. او چند بار در آب داخل شد. وقتی چهارمین بار از آب بیرون آمد، مردی را دید که از سمت جنوب به سوی او می‌آمد. در این هنگام احساس کرد که به کشف و شهودی نائل شده است. شخصی که زرتشت او را دید، بهمن امشاسپند بود؛ با قامتی به اندازهٔ سه مرد که قد هر یک به اندازهٔ یک نیزه باشد. بهمن شاخهٔ سفیدی در دست داشت که نماد دین بود. در اینجا میان زرتشت و این شخصیت مینویی بسیار عظیمی گفتگوهایی انجام گرفت. زرتشت پس از آنکه از بار تن خلاصی یافت، در حالی که بهمن در پیش و خود در پس حرکت می‌کرد، نزد اهورامزدا راهنمایی شد و به انجمن امشاسپندان برده شد و در بهشت در میان پرسشگران نشست و تعلیمات دینی را فراگرفت. این نخستین کشف و شهودی بود که زرتشت با اهورامزدا و با بهمن و سایر امشاسپندان داشت. زرتشت تا چهل سالگی، یعنی طی ده سال، هفت بار با اورمزد و امشاسپندان گفتگو کرد. بدین‌گونه، با میانجی‌گری زرتشت، انسان می‌تواند با راستی جهان اعلیٰ ارتباط مستقیم پیدا کند. زرتشت به مدد شناختی که خود از خداوند داشت، توانست خواست قدسیان را به انسان ابلاغ کند. نمونه‌ای از پرسش و پاسخ‌های زرتشت با اورمزد و امشاسپندان و فرمان‌هایی که از آنها دریافت کرده است، در کتاب‌های گزیده‌های زادسپرم، دینکرد، زراتشت‌نامه و در روایت جیهانی آمده است.

### گسترش دینی زرتشت

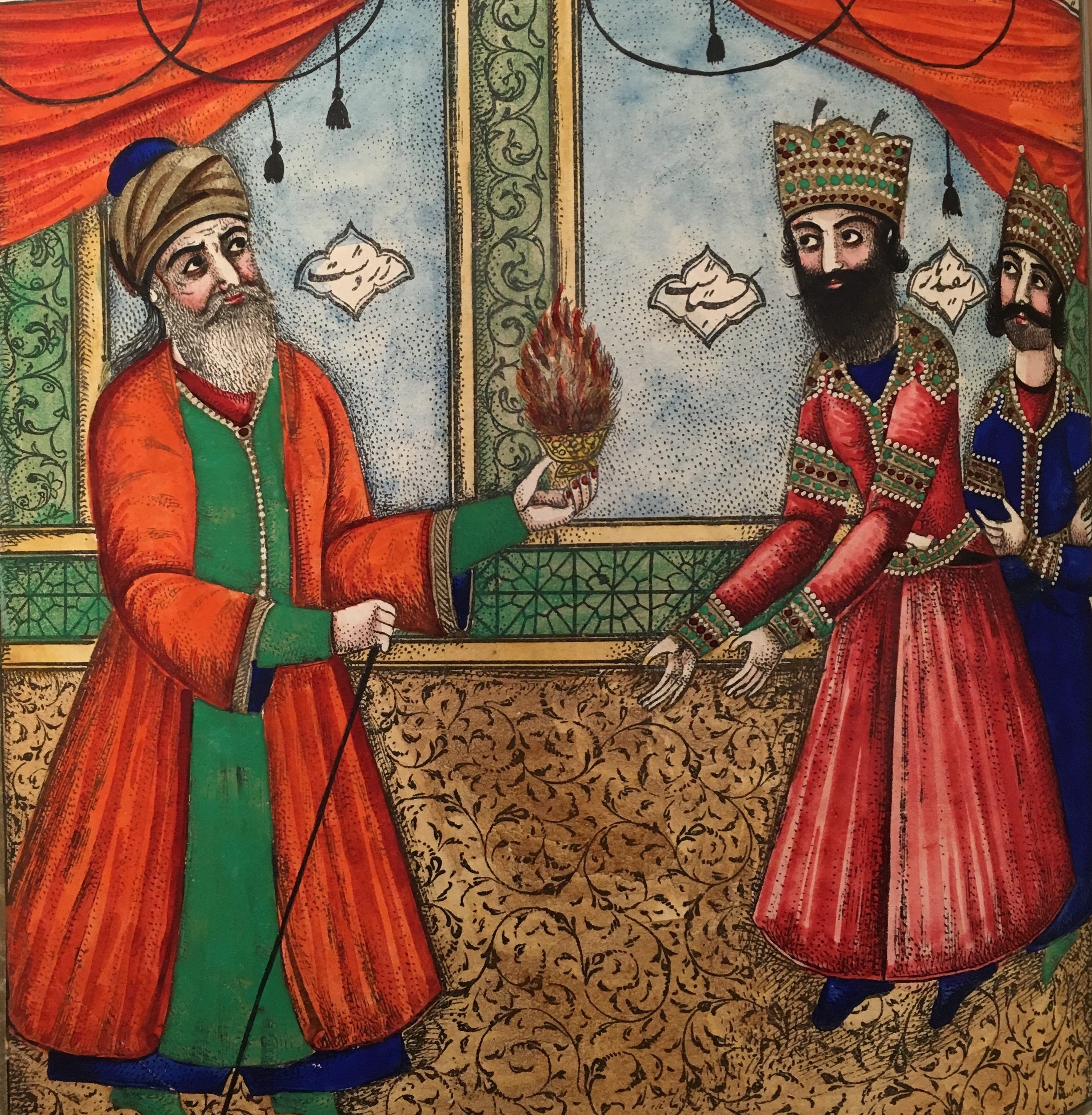
گرشاسب در کنار زرتشت.

برای اینکه ایمان گشتاسپ در دین استوار شود و به تبلیغ آن بپردازد، اورمزد، بهمن و اردیبهشت امشاسپند و ایزد آذر  را به صورت موجوداتی مادی به دربار گشتاسپ فرستاد. گشتاسپ نخست گمان برد که آنان سواران ارجاسپ‌اند که به خانهٔ او فرودآمده‌اند، اما هنگامی که لب به سخن گشودند، دانست که فرستادگان اورمزدند. ایزد آتش به گشتاسپ گفت که اگر پرستش اورمزد و ایزدان را بپذیرد و دست از پرستش دیوان بردارد، فرمانروایی طولانی و زندگی دراز و ثروت و پسری همچون پَشوتن خواهد یافت. اما اگر نپذیرد، آنها به کرکس‌ها فرمان می‌دهند که گوشت او را بخورند، و استخوان‌هایش بر زمین افتد. با این همه، گشتاسپ از ترس ارجاسپ در پذیرفتن دین تردید داشت… پس از کش‌وقوس‌های بسیار، سرانجام حقانیت دین و دعوت زرتشت از طریق این فرستادگان اورمزد برای گشتاسپ روشن شد و تردیدها از اندیشهٔ شاه کنار رفت.

## در ارداویراف‌نامه
در سفر آن‌جهانی ویراز مقدس (ارداویراف یا ارداویراز) گفته شده که سروش و موجودات آسمانی دیگر، ویراز را از پل چینْوَت عبور دادند و در آن سوی پل، فْرَوَشی‌های آسمانی به پیشواز او آمدند و او را به هَمِیستگان بردند که جایگاه کسانی است که اعمال نیک و بدشان با هم برابر است. مجازات این افراد فقط گرما و سرماست. سپس ویراز از آنجا به طبقات مختلف بهشت رفت. نخست به طبقهٔ ستارگان (ستاره پایه) رسید که «در آنجا از اندیشهٔ نیک پذیرایی می‌شود». در آنجا، روان‌ها که فروغشان مانند ستارگان است، درخشان و پرشکوه بر تخت نشسته‌اند. در طبقهٔ بعدی، یعنی طبقهٔ ماه (ماه پایه)، روان‌هایی هستند که از «گفتار نیک پذیرایی می‌کنند». گرچه این روان‌ها احتمالاً همهٔ دستورات دین زرتشتی را انجام نداده‌اند، با این وجود جایشان در بهشت است، چرا که اعمال نیک بسیار انجام داده‌اند و در این هنگام، «فروغ آنان همانند روشنایی ماه است». سومین طبقه، طبقهٔ خورشید (خورشید پایه) است که در آنجا به فرمانروایان نیک‌کردار و نیکوخصال، به این سبب که با اعتقاد به وظیفهٔ دشوار خود عمل کرده‌اند، پاداش داده می‌شود. طبقهٔ چهارم، گرودمان (بهشت برین) است که در آنجا بهمن، یعنی اندیشهٔ نیک به ویراز خوشامد می‌گوید و او را به حضور اهورامزدا می‌برد. در اینجا اقامتگاه‌های گوناگون درستکاران را به ویراز نشان دادند: کسانی که بخشنده بودند، کسانی که در زندگی دنیوی مراسم و مناسک دینی‌شان را با خلوص نیت انجام داده بودند، زنانی که برای شوهرانشان همسرانی خوب و وفادار بودند و شوهرانشان را سروران خود می‌دانستند. همین‌طور سکونتگاه برزگران و پیشه‌وران، کسانی که وظایفشان را مؤمنانه به انجام رسانده بودند، شبانان، کدخدایان، آموزگاران، پژوهندگان دین بهی و آشتی‌خواهان در این هنگام به ویراز نشان داده شد. همهٔ این افراد در میان فرش‌ها و بالش‌های زیبا در لذت و شادی بسیار به سر می‌بردند.

## در دعاهای زرتشت

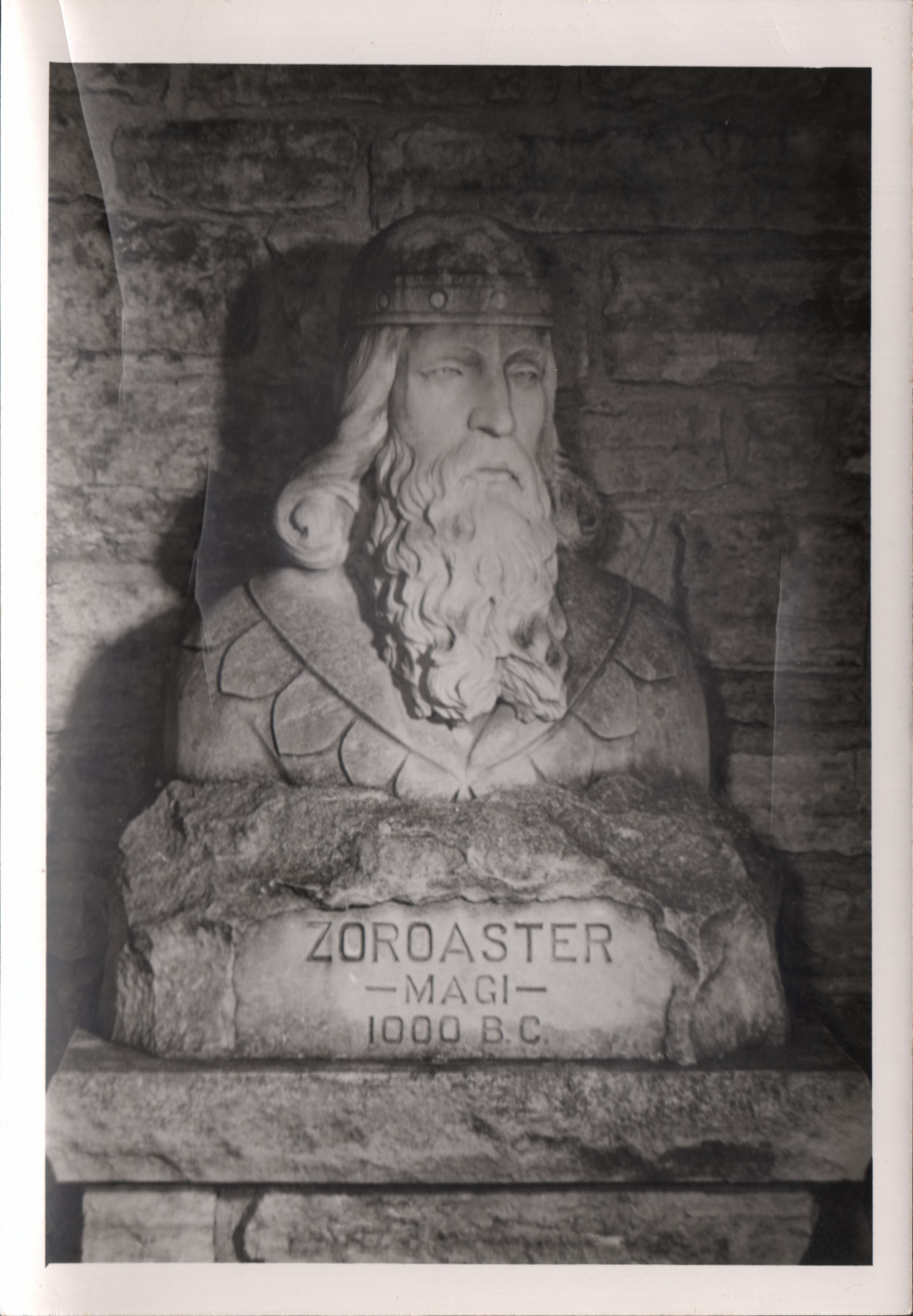
پیکره نیم تنه زرتشت سپیتمان.

زرتشت از منجیان خود به گونه‌ای غیراساطیری سخن می‌گوید. وی از آنان به عنوان سودبخشندگان (ترجمهٔ تحت‌اللفظی سَوْشْیَنْت) نام می‌برد که: «از طریق اندیشهٔ نیک (وُهُومَنَه) در اعمال خود می‌کوشند تا قضاوتی را که تو، ای سرور دانا کرده‌ای، به عنوان راستی (اَشَه) به اجرا درآورند، زیرا اینان دشمنان خشم (اَئِشْمَه) آفریده شده‌اند» (یسن ۴۸، بند ۱۲، دوشن گیمن، سرودها، ص ۳۹).

## نگاره‌های بهمن
روی یکی از سکه‌های کوشانی تصویری از شخصی دیده می‌شود که بر تخت نشسته و عصایی در دست و دیهیمی به سر دارد؛ یعنی پوششی سلطنتی که تماماً بر قدرت شاهانهٔ شخص دلالت می‌کنند. بسیاری از دانشمندان، این تصویر را نشان دهندهٔ امشاسپند بهمن می‌دانند.

## ارتباط با جبرئیل

جبرئیل اثر لئوناردو داوینچی.

جبرئیل در ادیان ابراهیمی از وهومنه در دین زرتشتی الگوبرداری شده است. وهومنه بر زرتشت ظاهر می‌شود و ماهیت واقعی خدا و عهدش را با انسان آشکار می‌سازد. همان نقشی که بعدها جبرئیل در ادیان ابراهیمی ایفا کرد.